# Carlotta Solerio
Carlotta Solerio (Torino, 1940 – Piombino Dese, 20 luglio 2019) è stata una sciatrice alpina italiana.

## Biografia
Sciatrice polivalente originaria di Torino e figlia del chirurgo Luigi, Carlotta Solerio vinse la medaglia di bronzo nella discesa libera ai Campionati italiani 1964 e partecipò alla IV Universiade invernale di Sestriere 1966; non prese parte a rassegne olimpiche o iridate.

## Palmarès

### Campionati italiani
- 1 medaglia[2]:
  - 1 bronzo (discesa libera nel 1964)